# Каганович Наум Аркадійович
Нау́м Арка́дійович (Нухим Аронович) Кагано́вич (27 грудня 1903, місто Бердичів, тепер Житомирська область — 20 січня 1938) — радянський діяч, мовознавець. Директор Інституту мовознавства ВУАН (1934—1937). Член-кореспондент АН УРСР (1934). 

## Біографія
Народився в єврейській родині службовців. Член РКП(б) з 1920 по 1921 рік, звідки був виключений «як інтелігент, не пов'язаний з пролетаріатом».
У 1925 році закінчив Харківський інститут народної освіти, де працював до 1927 року. Одночасно в 1926—1927 роках — співробітник редакції газети «Красная армия». Працював також в Інституті єврейської пролетарської культури ВУАН (Харків).
У 1933—1934 роках — директор харківської філії Інституту мовознавства ВУАН.
З вересня 1934 по березень 1937 року — директор Інституту мовознавства ВУАН. Одночасно у 1935—1937 роках — відповідальний редактор журналу «Мовознавство». Також у 1936—1937 роках завідував кафедрою мовознавства Київського державного університету імені Тараса Шевченка.
На початку 1930-х років розгорнув кампанію проти українських мовознавців, звинувачуючи їх в «буржуазному націоналізмі». Керував комісією, створеною при Народному комісаріаті освіти УСРР. Брав активну участь в русифікації української літературної мови та дискредитації українських лінгвістів.
Репресований. 27 листопада 1937 був заарештований органами НКВС за звинуваченням в участі в «українській контрреволюційній націоналістичної організації» і засуджений до розстрілу. Реабілітований посмертно в 1957 році.
Досліджував мову творів письменників, граматики української літературної мови. Один з керівників підготовки «Українського правопису» (Харків, 1933). Співавтор підручників «Граматика української мови. Морфологія», «Граматика української мови. Синтаксис» (обидва — Харків, 1935), брав участь у створенні і редагуванні «Російсько-українського словника» (Київ, 1937).

## Праці
- «Язык газеты». — M., 1926. — 247 с. (соавторы: M. Гус, Ю. Загорянский)
- «О временных функциях причастий в русском литературном языке» // Наукові записки Харківської науково-дослідної кафедри мовознавства. — T. 2. — 1929. — С. 151—171.
- «Кілька слів про словники» // Прапор марксизму. — 1930. — № 3. — С. 123—126.
- «Соціальне забарвлення слів» // Критика. — 1930. — № 7—8. — С. 47—63.
- «Основи» буржуазного мовознавства (Про методологію проф. Л. А. Булаховського) // Там же. — 1931. — № 10. — С. 49—64.
- «Мова персонажів „Загибелі ескадри“ О. Корнійчука» // За якість художньої мови: 36. статей. X., 1934. — С. 46—58.
- «Знищити коріння націоналізму в мовознавстві» / Харк. філія НДІ мовознавства ВУАН. — Вип. 4. — X.—К., 1934. — 32 с.
- «На мовно-стилістичні теми». — X., 1934. — 92 с.
- «Націоналістичні перекручення в українських перекладах творів Леніна» // Мовознавство. — № 2. — 1934. — С. 9—24.
- «Піднести якість художньої мови» // За марксо-ленінську критику. — 1934. — № 5. — С. 95—105.
- «Стилістичні особливості пролетарської публіцистики: 36. статей». — К.—X., 1935. — 71 с
- «Граматика української мови. Морфологія»: Підручник для 5 і 6 кл. серед, пік. — X., 1935. — 112 с. (соавтор Г. В. Шевелёв; 3-є вид. 1937).
- «Граматика української мови. Синтаксис»: Підручник для 6 і 7 кл. серед, шк. — X., 1935. — 112 с. (соавтор Г. В. Шевелёв; 3-є вид. 1937)
- «Рідна мова» пана Огієнка // Мовознавство. — № 5. — 1935. — С. 151—158.
- «Про дослідження мови драми і про мову „Платона Кречета“ О. Корнійчука» // Там само. — № 6. — 1935. — С. 3—47.
- «Радянська поезія і фольклор» // Молодняк. — 1936. — № 5. — С. 113—127.
- «Творчий метод Лесі Українки» // Літературна критика. — 1936. — № 7. — С. 46—65.
- «Російсько-український словник». — К., 1937. — 890 с (редактор).